# Bezirk Schwyz
Bezirk Schwyz är ett av de sex distrikten i kantonen Schwyz i Schweiz. 
Distriktet har cirka 55 000 invånare.
Distriktet består av 15 kommuner:

- Alpthal
- Arth
- Illgau
- Ingenbohl
- Lauerz
- Morschach
- Muotathal
- Oberiberg
- Riemenstalden
- Rothenthurm
- Sattel
- Schwyz
- Steinen
- Steinerberg
- Unteriberg